# 卡朗火山
卡朗火山是印度尼西亞的火山，位於爪哇島的最西端，由西爪哇省負責管轄，海拔高度1,778米，山體由安山岩和玄武岩組成，山坡被植被覆蓋，東面有火山噴氣孔活動。

## 外部連結
- Volcanological Survey of Indonesia（页面存档备份，存于）